# Montecatini Terme
Montecatini Terme ist eine Stadt und italienische Gemeinde mit 21.106 Einwohnern (Stand 31. Dezember 2023) in der Provinz Pistoia in der Toskana. Die Stadt beherbergt ein bedeutendes Thermalbad, das den Tourismus zu den wichtigsten wirtschaftlichen Aktivitäten des Gebiets macht. In Montecatini Terme gibt es über 200 Hotels aller Kategorien. Montecatini gilt außerdem als ein Zentrum der Art-Nouveau-Architektur.
Am 24. Juli 2021 nahm das Welterbekomitee der UNESCO Montecatini Terme als eine der bedeutenden Kurstädte Europas (Great Spas of Europe) zusammen mit 10 anderen Kurstädten in die Liste des Weltkulturerbes auf.

## Lage und Daten

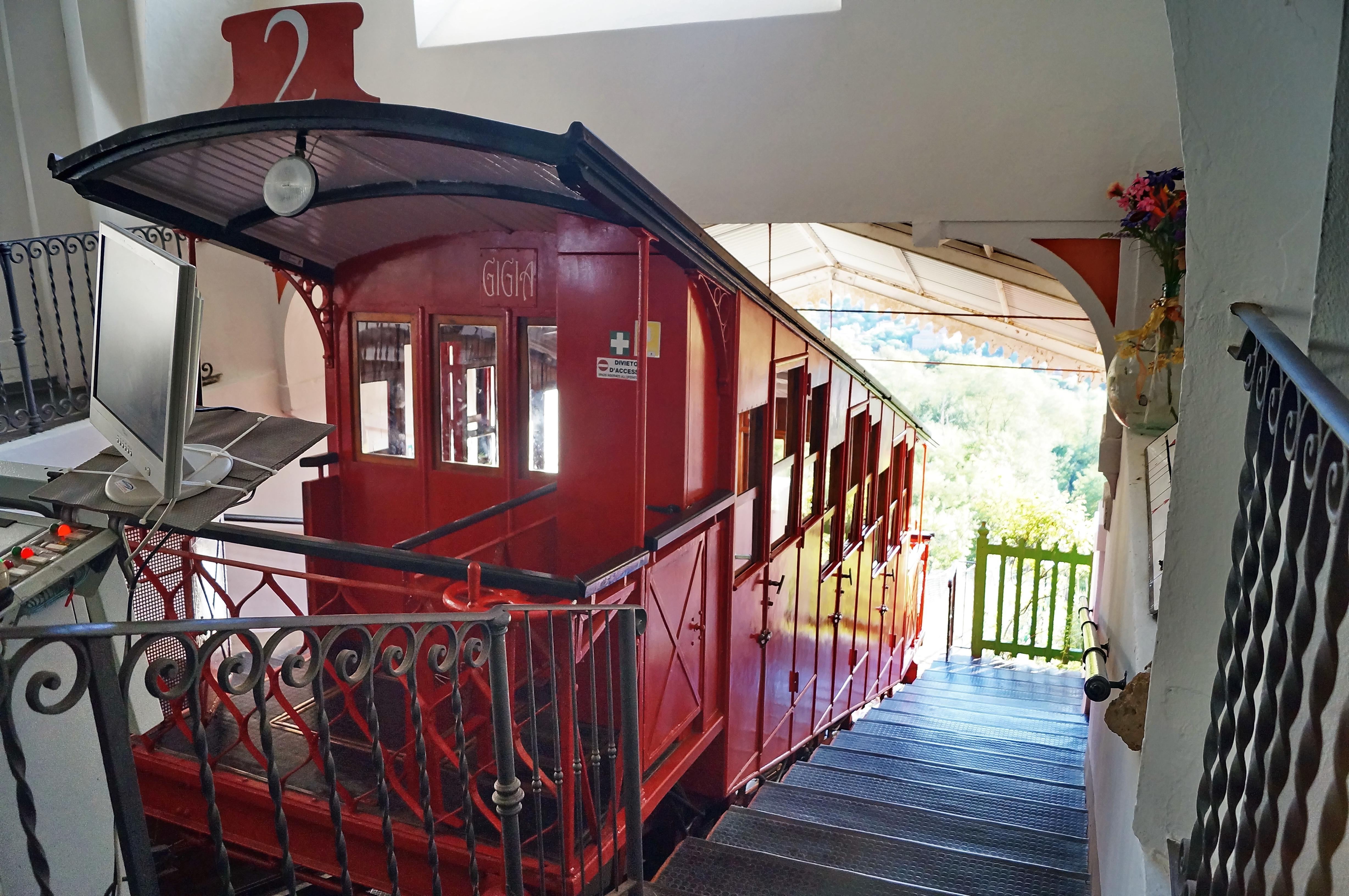
Bahn in Montecatini Alto, 2017

Montecatini Terme liegt im Zentrum der Valdinievole, dem Tal der Nievole, etwa auf halber Strecke zwischen Florenz und Viareggio.
Zur Gemeinde gehört das Bergdorf Montecatini Alto, dessen ursprünglicher Siedlungskern mit dem Hauptort durch die Funicolare di Montecatini Terme, eine der ältesten noch in Betrieb befindlichen Standseilbahnen Italiens verbunden ist.

## Geschichte

### Vom Mittelalter bis zu den Medici
Die Existenz von Montecatini Castello, dem heutigen Montecatini Alto, wurde schon im Mittelalter bezeugt, als bereits ein Thermalzentrum dokumentiert wurde. Ähnlich dem in der Siedlung vorhandenen Heilbad, sollte später dank des salzigen Wassers der Gegend auch eines in der Ebene gebaut werden. Dies zeigt ein Dokument aus dem Jahre 1340, das sich auf die Gewinnung von Salz aus Wasser bezieht. Des Weiteren existiert auch ein Brief des Kaufmanns Francesco di Marco Datini, der seinen Arzt nach dem Heilwasser der Bagni di Montecatini befragt. Weitere Zeugnisse stammen vom berühmten Arzt Ugolino da Montecatini, der die Gewässer zum ersten Mal mit wissenschaftlichen Methoden untersuchen ließ. Daraus geht hervor, dass es drei Bagni di Montecatini gab: den Bagno della Regina, den Bagno dei Merli und den Bagno Nuovo. Bagno Nuovo, das „neue Bad“, ist heute als Tettuccio bekannt.

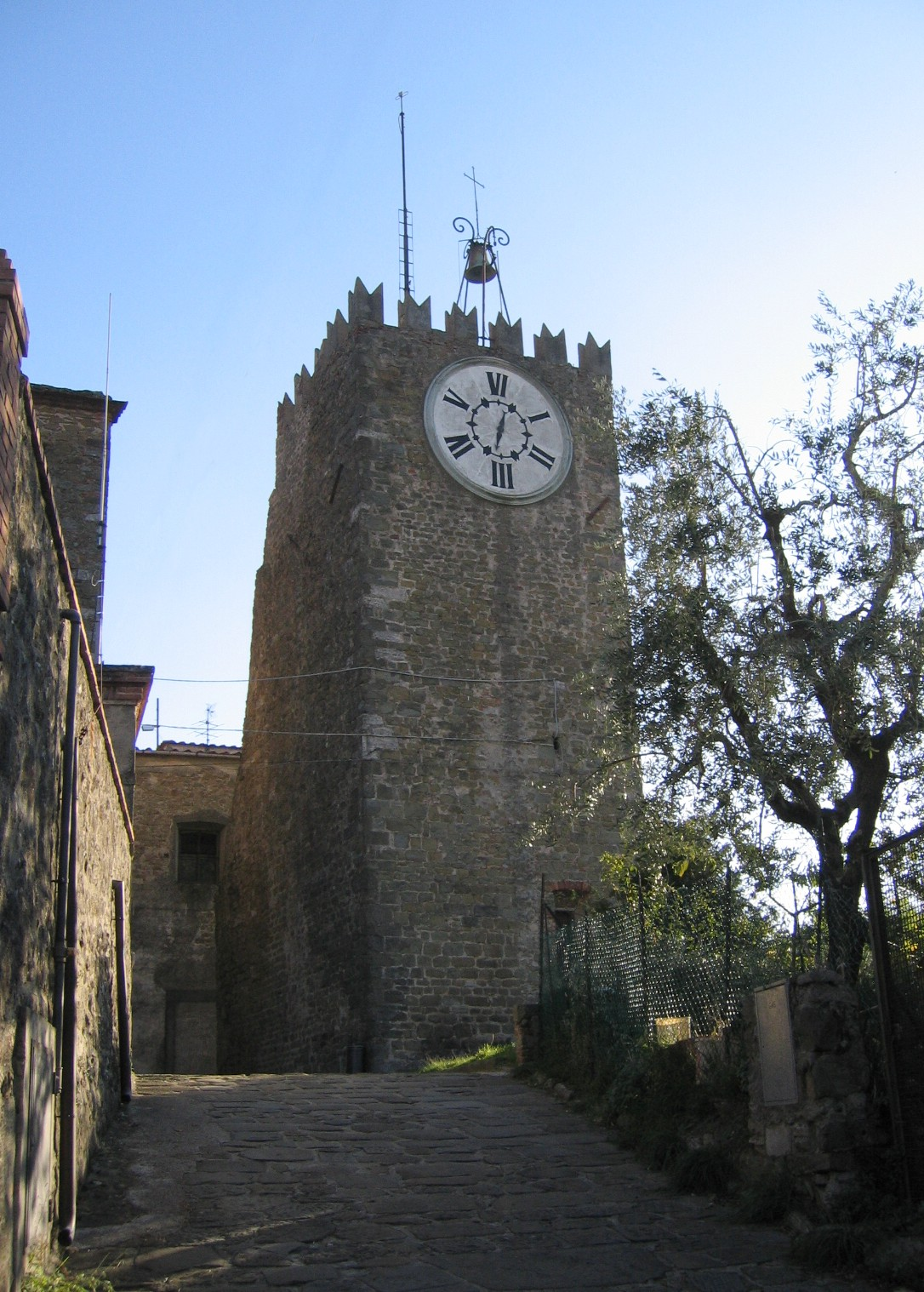
Uhrturm von Montecatini Alto (Torre dell’Orologio)

Im Mittelalter befanden sich die Einwohner der Stadt in echten Notlagen und mussten Epidemien, Krankheiten und Kriege überstehen. Die Schlachten zwischen den Städten Florenz, Pisa und Lucca, welche um Montecatini kämpften, zwangen die Bevölkerung in die Hügel rund um Montecatini zu ziehen, da der Stadtboden der Schauplatz ununterbrochener Auseinandersetzungen war. Es sollte auch daran erinnert werden, dass Montecatini hauptsächlich aus Sümpfen bestand. Dies wurde schon von Titus Livius erwähnt, als er beschrieb, wie Hannibal auf seinem Marsch nach Süden die „Padule di Fucecchio“ überquerte. Vom 10. Jahrhundert bis 1270 wurde mit der Republik Lucca versucht, das von Malariaepidemien betroffene Gebiet trockenzulegen, aber die Arbeit wurde nicht erfolgreich abgeschlossen und es wurden Teiche geschaffen, in denen das Wasser stagnierte.
Am 29. August 1315 kam es unweit des Ortes zur Schlacht bei Montecatini, in der das ghibellinische Heer der Städte Lucca und Pisa unter Führung von Uguccione della Faggiola, damals Herr von Pisa und Lucca, das guelfische Heer einer großen Städtekoalition besiegte, zu der unter anderem Florenz, Siena, Prato, Pistoia, Arezzo, Volterra, San Gimignano und San Miniato gehörten. Dazu kamen auf guelfischer Seite Truppen der Anjou von Neapel. In dieser Schlacht fanden viele Männer in den schlammigen Gewässern bei Montecatini den Tod. Es wird angenommen, dass auch Dante Alighieri an dieser Schlacht teilnahm.

### Von der Signoria dei Medici in Valdinievole bis zur Übernahme durch Habsburg-Lothringen

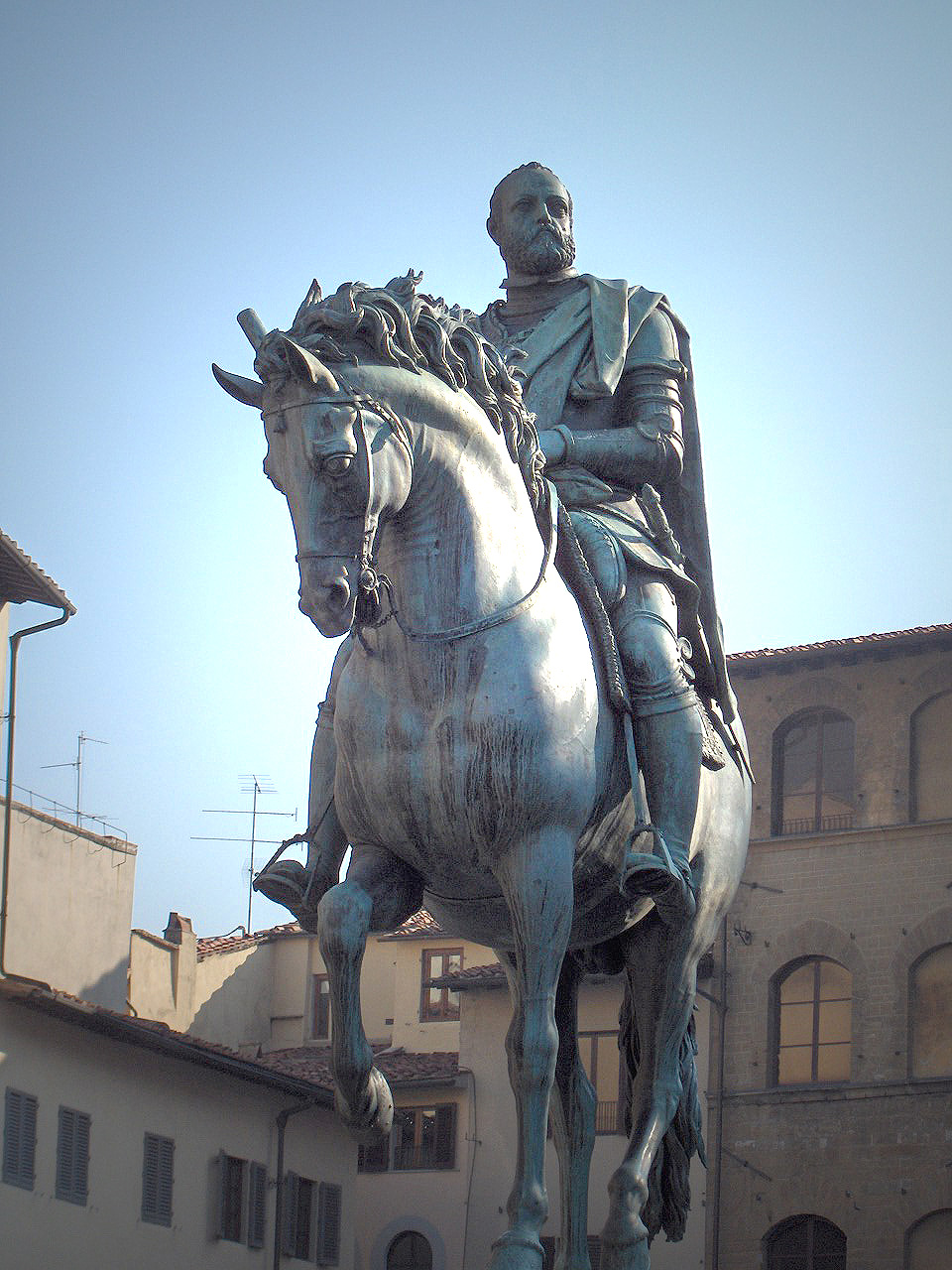
Reiterdenkmal von Cosimo I., Werk von Giambologna (Piazza della Signoria, Florenz)

Ab 1339 stand die Valdinievole unter der Herrschaft von Florenz, somit der Medici, die den Bädern und der Stadt Montecatini keinen nennenswerten Nutzen gebracht haben. Cosimo de’ Medici war der erste, der einen Brückendamm gebaut hat, um das schlammige Wasser der Gegend zu überqueren. Die Initiative brachte wirtschaftliche Verbesserungen mit sich, war jedoch für die Einwohner von Valdinievole nachteilig. Im Jahre 1447 genehmigte Florenz einen Beitrag zur Restaurierung der Thermenanlagen.
1529 und erneut 1538 bot der Besitzer der Bagni di Montecatini aus finanziellen Gründen seinen Besitz Cosimo I. de’ Medici an, der 1537 Herzog wurde. Da dessen Ehefrau Eleonora de Toledo die Bäder von Montecatini häufig nutzte, analysierten die Medici die Bäder von ihren Beauftragten. Ein Erwerb kam jedoch nicht zustande.
Während ihrer Herrschaft hatten die Medici unter anderem durch Verpachtung von Farmen und Fischerei Geld verdient. Daher war es ihnen möglich die Bewohner der Region zu verteidigen und ihnen finanzielle Hilfe zu gewähren, um die Trockenlegung der Sümpfe zu bezahlen.
In dieser Zeit hatte Valdinievole ein Anwachsen seiner Bevölkerung und seiner Wirtschaft erlebt, jedoch kam es zwischen 1500 und 1756 wiederholt zu Epidemien, da es zu Überschwemmungen von Wiesen, Wäldern, Feldern und Weiden kam.
Montecatini war bereits ein durch Schlachten bekannter Ort; 1554 stand er im Zentrum des Zusammenstoßes zwischen Karl V., einem Verbündeten von Cosimo I. de’ Medici, und den sienesischen und französischen Milizen, die sich unter dem Kommando von Pietro Strozzi in der Burg von Montecatini niedergelassen hatten. So ließ Cosimo die Burg abreißen.
1737 starb die Familie Medici aus. Die großen europäischen Mächte, die 1738 in Wien versammelt waren, einigten sich, dass die Toskana dem Haus Habsburg-Lothringen zugesprochen wurde.

### Die Habsburg-Lothringer: Gründer der Kurstadt

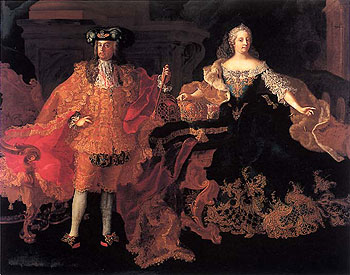
Franz Stephan von Lothringen und Maria Theresia von Österreich in Krönungskleidern, Porträt von 1745

Franz Stephan von Lothringen und Maria Theresia von Habsburg fuhren 1739 nach Florenz, wo sie drei Monate blieben. Danach übergaben sie die Regierung einem Regentschaftsrat, welcher bis 1765 an der Herrschaft war. In diesen Jahren traten wieder Epidemien und Hungersnöte auf. Um das Problem zu lösen, war es notwendig, das Land in der Nähe der Padule zu besiedeln, indem das in Valdinievole stagnierende Quellwasser über Kanäle geleitet und die Landwirtschaft und Viehzucht dadurch wieder belebt wurden.
Nach dem Tod von Franz Stephan im Jahr 1765, war es sein zweiter Sohn Pietro Leopoldo, der den Titel eines Großherzogs der Toskana erbte, nachdem seine Mutter, Maria Theresia von Österreich, ihn gewissenhaft auf die Pflichten eines Herrschers vorbereitet hatte. 1790 wurde er von den deutschen Kurfürsten in der Nachfolge seines Bruders Joseph zum Kaiser des Heiligen Römischen Reiches gewählt und residierte ab diesem Zeitpunkt in Wien. Er übte dieses Amt aber nur für zwei Jahre aus, denn bereits 1792 starb er völlig unerwartet.

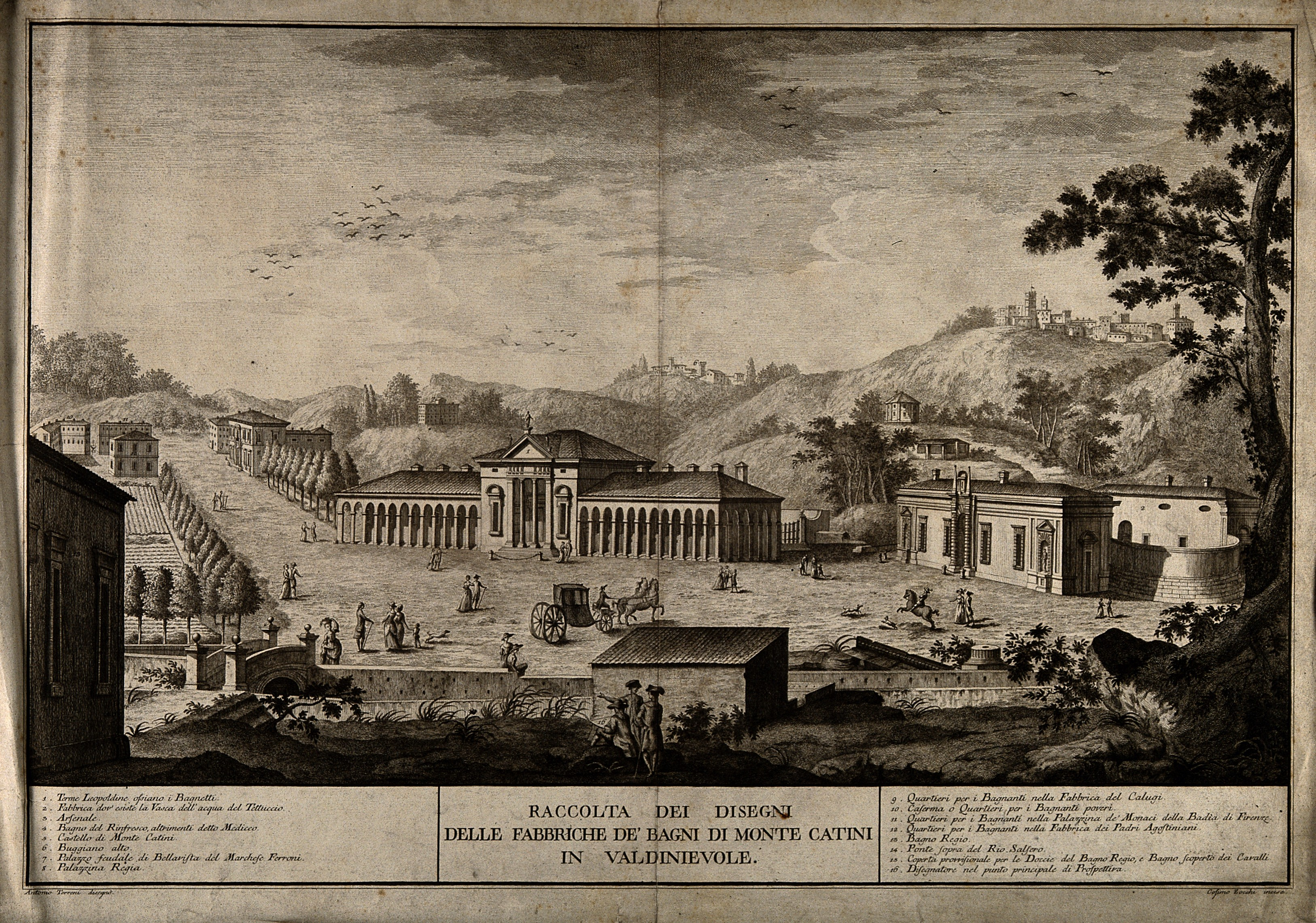
Montecatini Terme im 18. Jahrhundert

Als Pietro Leopoldo d’Asburgo Lorena 1765 in der Toskana ankam, erwies er sich sofort als offen für Innovationen. Während seiner Herrschaft verwandelte er den Palazzo Pitti in den Sitz der weisesten, gerechtesten und fortschrittlichsten europäischen Regierung seiner Zeit. Er war auch ein Förderer auf wirtschaftlichem, öffentlichem, gesundheitlichem und wissenschaftlichem Gebiet. Als Reformer verstand er es, die Toskana als eine Nation mit gemeinsamen Sitten und Werten zu behandeln. Er ging mehrmals nach Montecatini, um die Unannehmlichkeiten der Valdinievole aus erster Hand zu verstehen. Die Geschichte der im 18. Jahrhundert erweiterten Bäder begann dank des Großherzogs Pietro Leopoldo. Er ließ das Territorium von Gelehrten inspizieren und versuchte, die richtigen und vernünftigsten Entscheidungen für das Territorium zu treffen. Der Großherzog ging 1772 nach Montecatini und ordnete den Abbruch der Schlösser und der Wehren von Ponte a Cappiano an. Die Kanalisierung der thermomineralen Gewässer wurde begonnen und die Restaurierung der Stadt begann, wodurch das Konzept einer modernen Kurstadt verwirklicht wurde. Pietro Leopoldo kehrte mehrmals, auch mit der Familie, nach Montecatini zurück, um den Stand der Arbeiten zu überprüfen. Am 1. März 1790 verließ er Florenz, um nach Wien zurückzukehren, um seinen verstorbenen Bruder Joseph II. zu ersetzen.
Der dritte Habsburg-Lothringer Großherzog war Ferdinando III., der mit nur 21 Jahren den toskanischen Thron bestieg. Er hatte auch aufgrund der napoleonischen Besetzung keine leichte Regierung und folgte in den ersten Jahren seiner Herrschaft einer neutralen Linie. Von Napoleon wurde er ins Exil geschickt, und als er in die Toskana zurückkehrte, war er sehr aktiv bei der Neuordnung der Fragen, die sich nach der französischen Vorherrschaft stellten. Er setzte eine Politik der wahren Toleranz um. Am 10. Juni 1817 wurde der „Bagni di Montecatini-Komplex“ von Ferdinando III an die Gemeinde übergeben. Diese erhielt eine angemessene Geldmenge um diesen unterhalten zu können. Seit 18. Juni 1818 wurden die Bäder von einer Deputation geleitet, die sich aus angesehenen Menschen der damaligen Zeit zusammensetzte, darunter Giuseppe Giustis Vater. Mit dieser neuen Verwaltung der Bäder gab es Neuerungen und Verbesserungen.
Als Ferdinando III. 1824 starb, folgte ihm Leopoldo II., der für die Rekultivierungsarbeiten in der Maremma, den Eisenbahnbau und den Straßenbau bekannt ist. Die lothringische Periode endete durch den Druck des Risorgimento mit dem gleichzeitigen Ende des Großherzogtums Toskana im Zuge der italienischen Einigung im Jahr 1859.

### Geschichte ab 1860

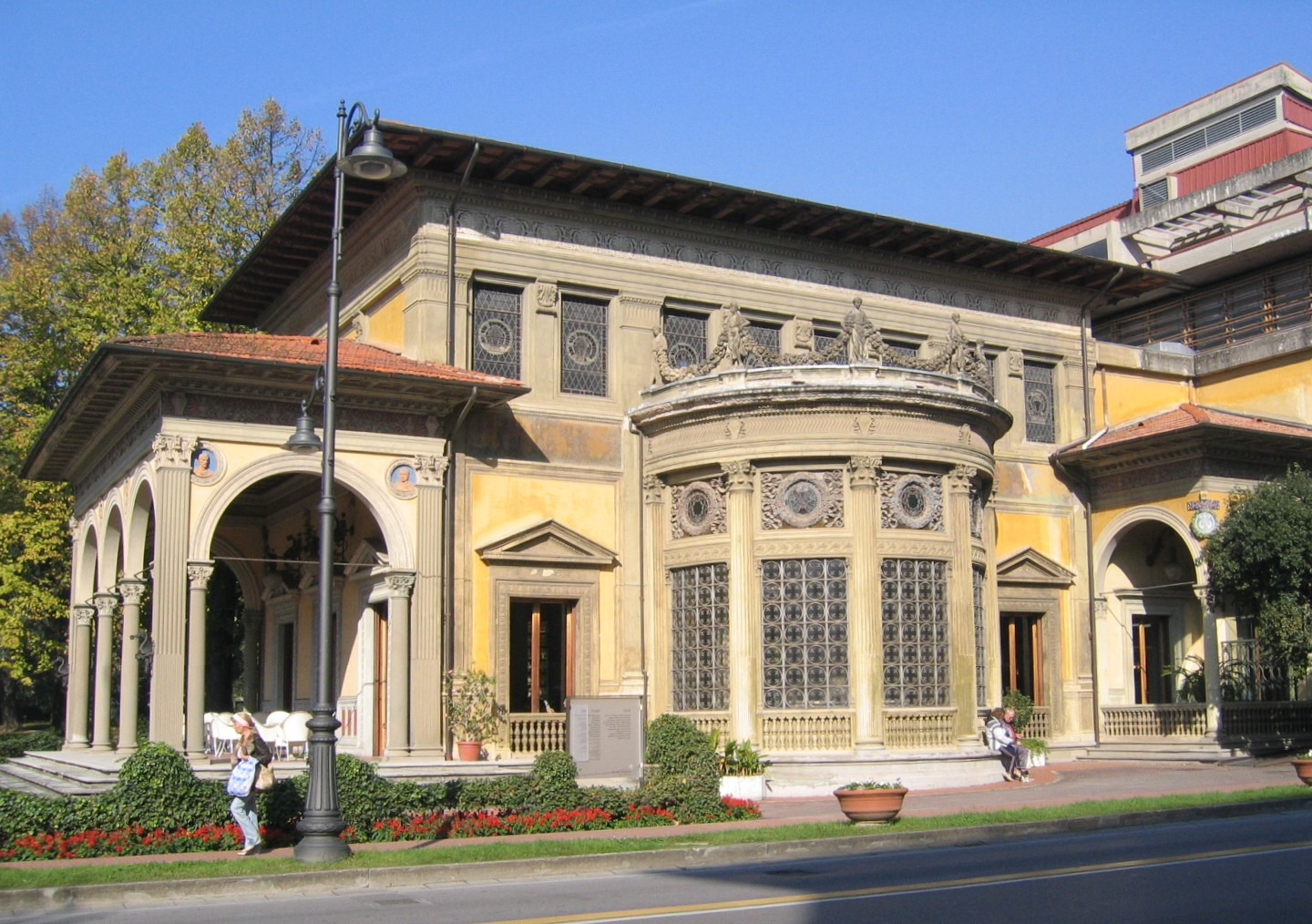
Terme Excelsior

Im Jahr 1860 kam Montecatini zu der Provinz Lucca mit Sitz in Montecatini Alto. Ab 1889 wurde die Stadt dank des Internationalen Medizinkongresses von Florenz auf dem Gebiet der Thermalmedizin aktiv. Im selben Jahr wurde das von Pietro Leopoldo vorgeschlagene und initiierte Stadtprojekt erweitert und verbessert. 1898 wurde die Standseilbahn zum Castello eingeweiht. Von 1904 bis 1915 wurden die Thermalanlagen von Torretta und Excelsior gegründet.
Ugo Giovannozzi restaurierte die Leopoldine-Bäder und die Tettuccio-Bäder von 1919 bis 1928. Mussolini besuchte auch die Einrichtungen, um die Verwendung des vom Staat gewährten Geldes für die Restaurierung zu kontrollieren; er ernannte Arturo Schweiger zum Geschäftsführer der Terme. Seit den 1970er Jahren erlebten die Bäder einen langsamen Rückgang, dem seit den 1990er Jahren mit dem Versuch einer Wiederbelebung des Heilbades zu begegnen versucht wird.
Am 28. Oktober 1928 wurde der Name von Bagni di Montecatini zu Montecatini Terme geändert. 1928 ging die Gemeinde Montecatini zusammen mit allen anderen Gemeinden der Valdinievole von der Provinz Lucca in die neu gebildete Provinz Pistoia über.
Von 1900 bis 1980 stieg die Einwohnerzahl von 6.000 auf über 21.000 an.
Zusammen mit zehn anderen Kurorten Europas den Great Spas of Europe wurde Montecatini Terme 2021 in die Liste des UNESCO-Welterbes aufgenommen. Die positive Entscheidung über die Aufnahme erfolgte am 24. Juli 2021.

## Sehenswürdigkeiten
Zu den wichtigsten Thermalkomplexen der Stadt gehören die Excelsior-Thermen, deren erstes Gebäude am 27. Juni 1907 eingeweiht wurde, die Therme La Fortuna, deren Quelle im Jahr 1853 entdeckt wurde, die Nuove Redi-Thermen, welche in den 1920er Jahren gegründet und im Jahr 1964 komplett neu erbaut wurden, die Tettuccio-Therme, die zwischen 1779 und 1781 von Gaspare Maria Paoletti entworfen wurde, die Leopoldine-Therme aus dem Jahr 1775, und die Torretta-Thermen, welche zwischen 1925 und 1928 restauriert wurden. Die Stadt ist auch reich an religiösen und zivilen Gebäuden. Dazu gehören die Kirche Santa Maria Assunta, die Kirche Santi Jacopo und Filippo, das Kloster und die Kirche Santa Maria a Ripa, die Villa Forini Lippi, der Palazzo Comunale und der Padiglioncino Tamerici.
- Im Rathaus weisen die Säulengänge und das Gewölbe Fresken des Künstlers Galileo Chini auf.
- Etwa 1,5 Kilometer nördlich des Ortes liegt die Tropfsteinhöhle Grotta Maona; sie ist für Besucher vom 1. April bis zum 15. Oktober geöffnet.
- Zum Ort gehört eine privat betriebene Standseilbahn, die baugleich mit der Nerobergbahn in Wiesbaden ist, allerdings elektrisch betrieben wird.

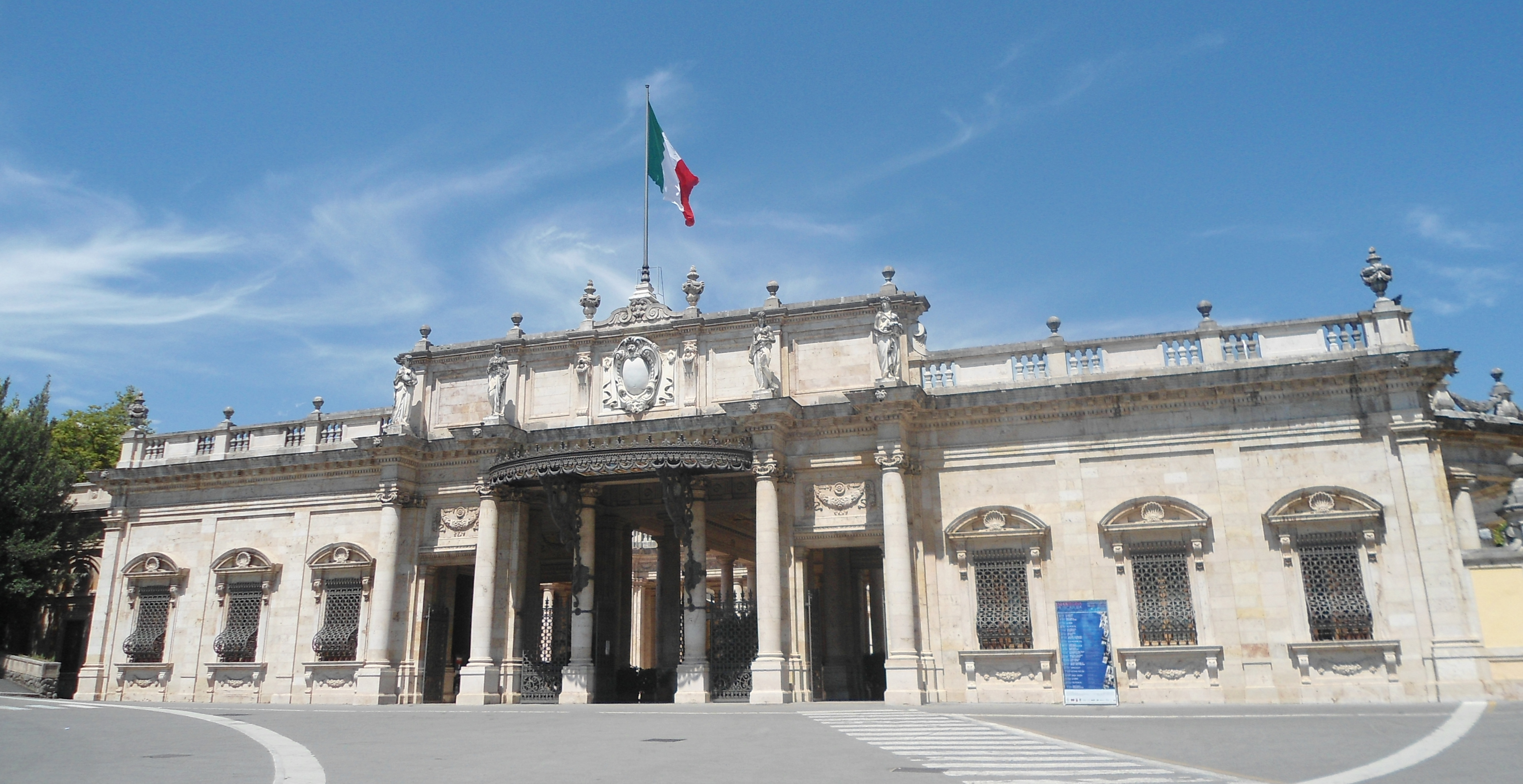
Terme Tettuccio
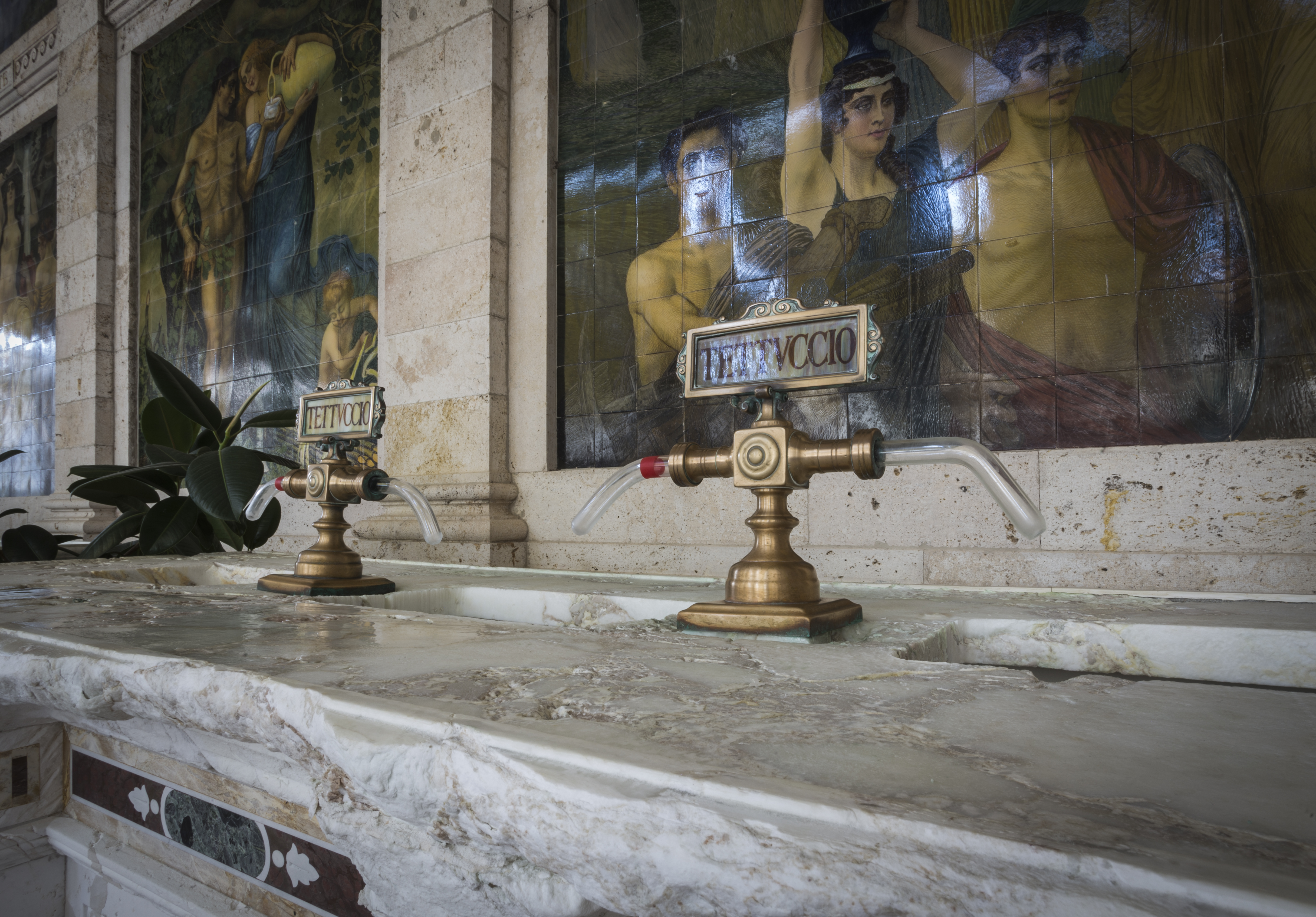
In der Galleria della Mescita von Tettuccio
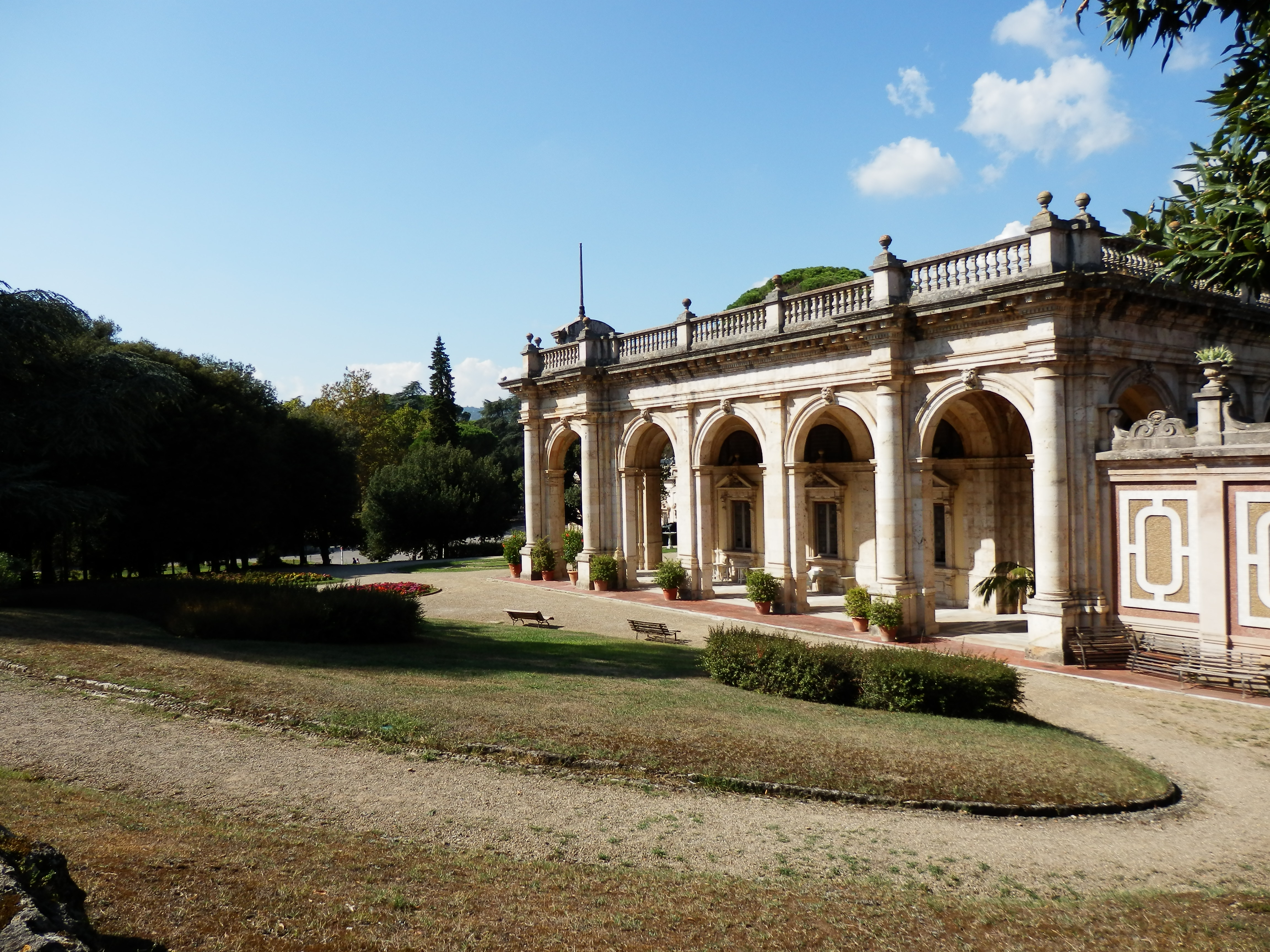
Padiglione Regina
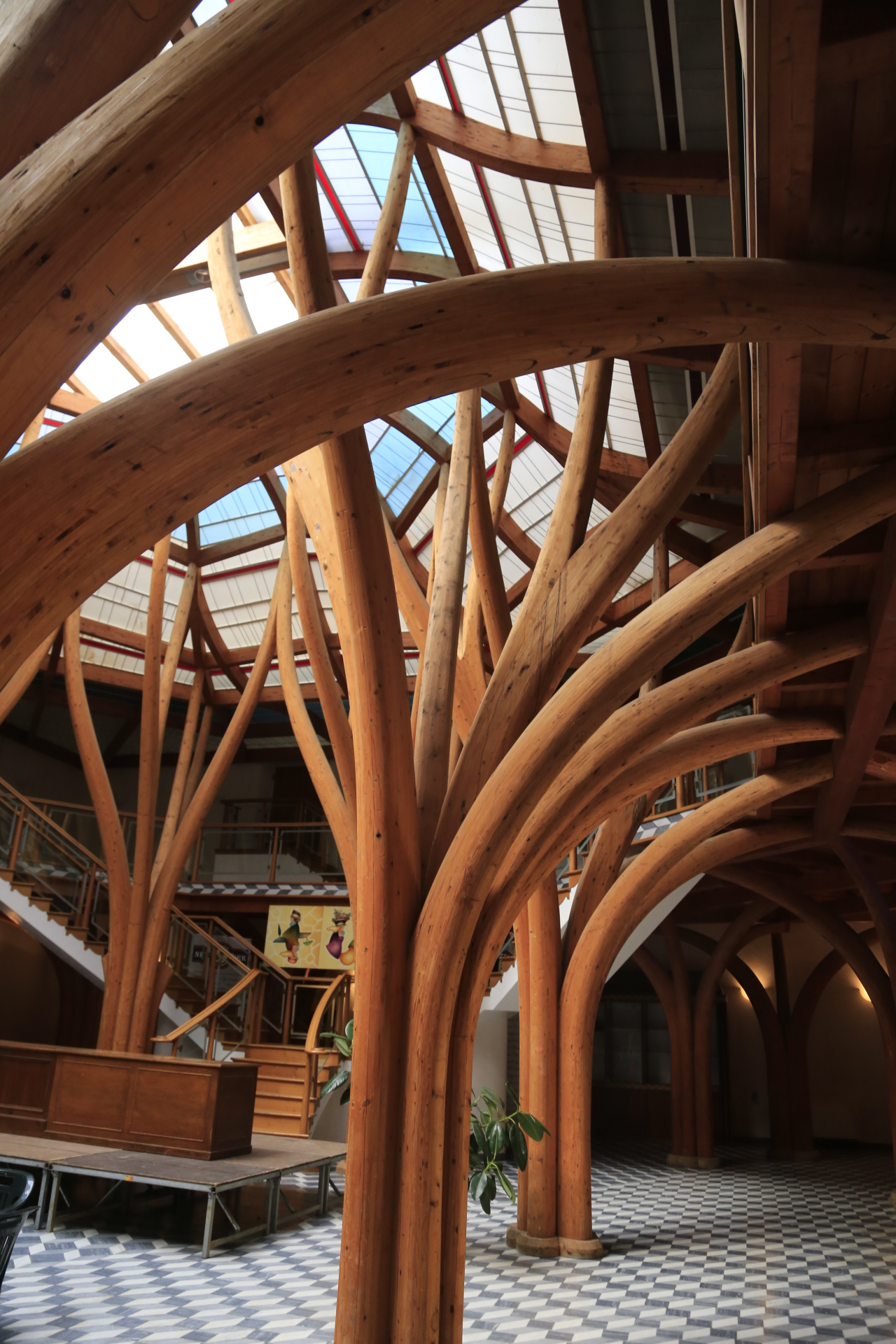
Padiglione Portoghesi, 1987 von Paolo Portoghesi
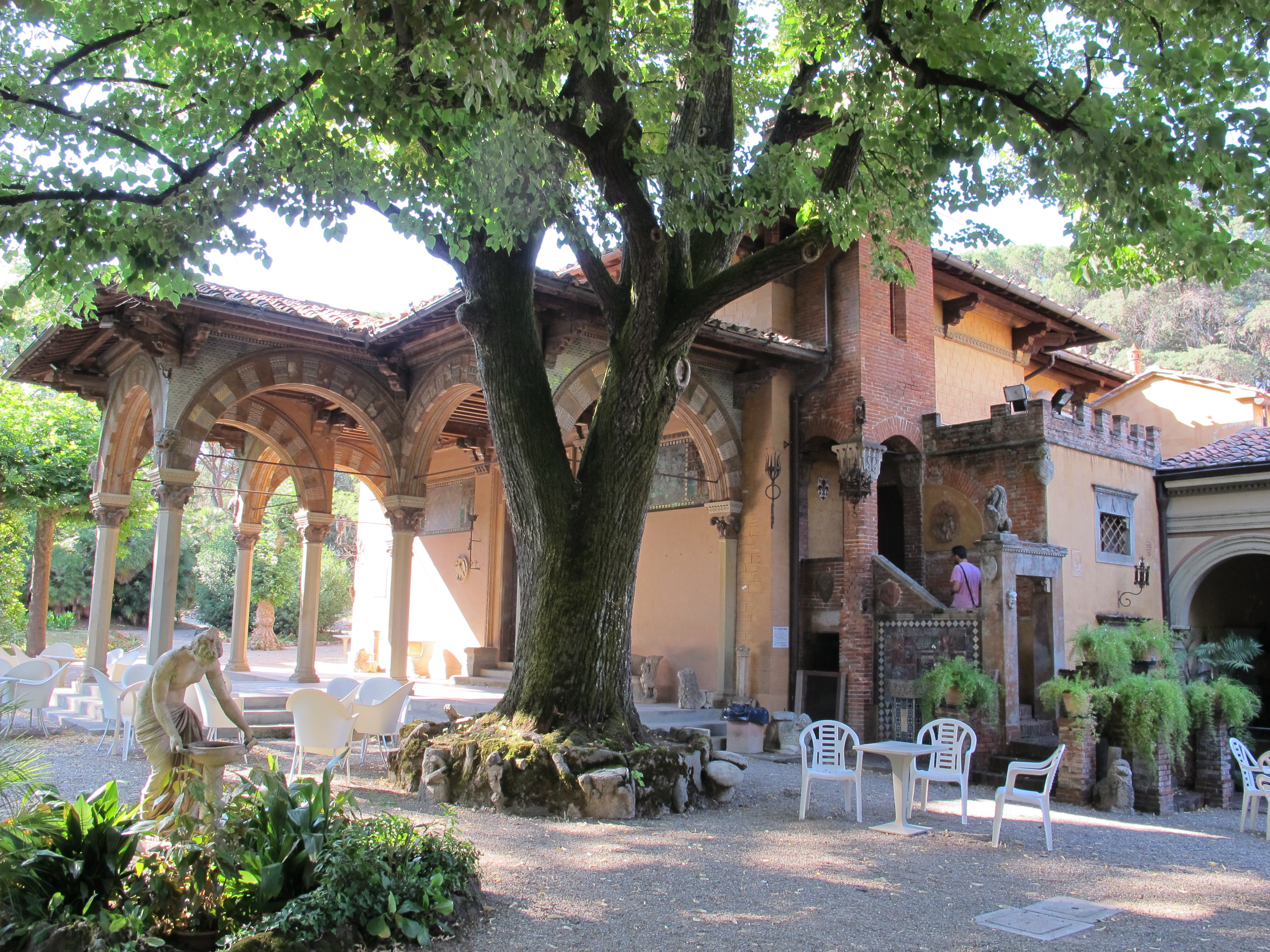
Terme Tamerici
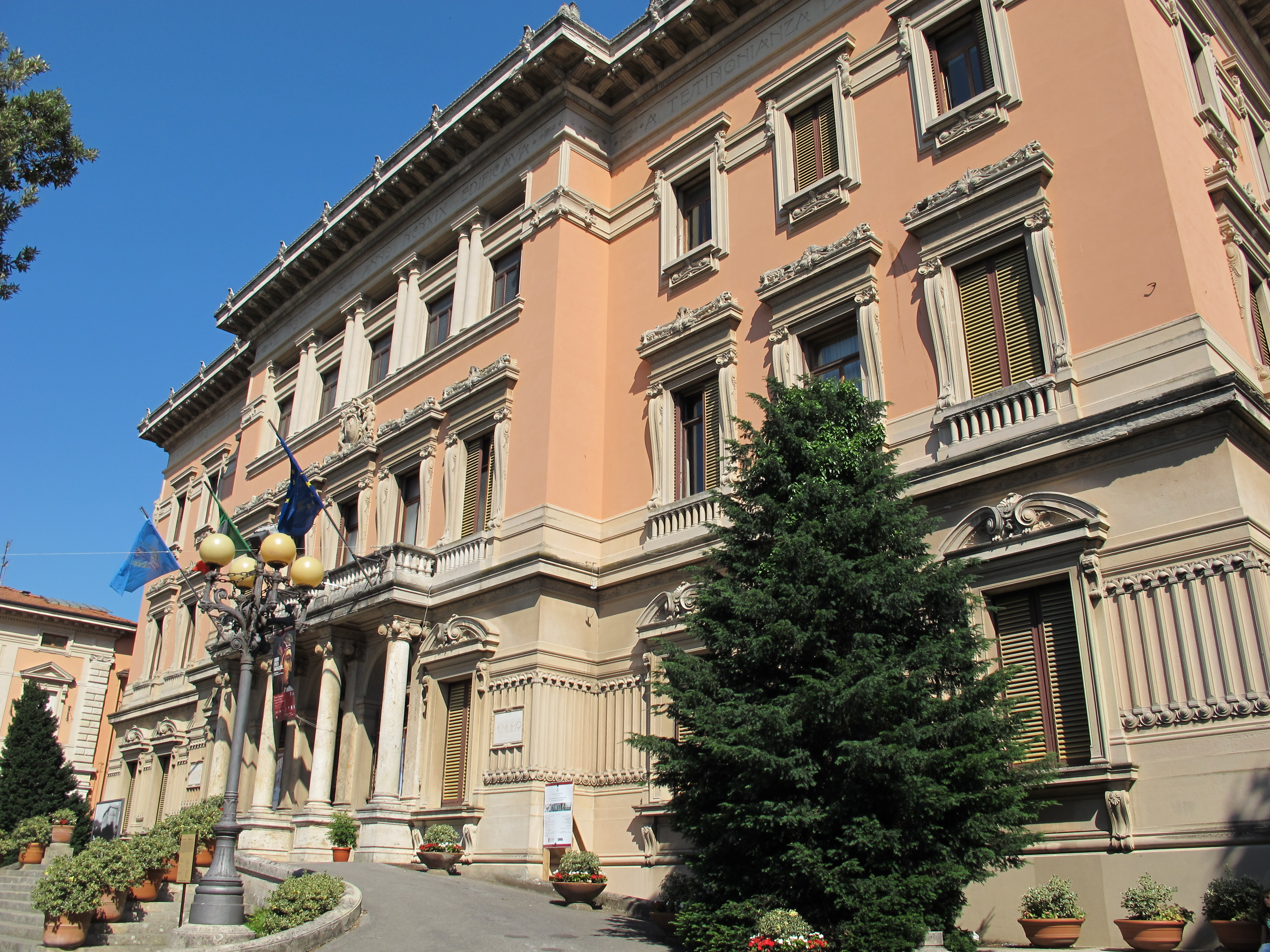
Palazzo del Comune, das Rathaus

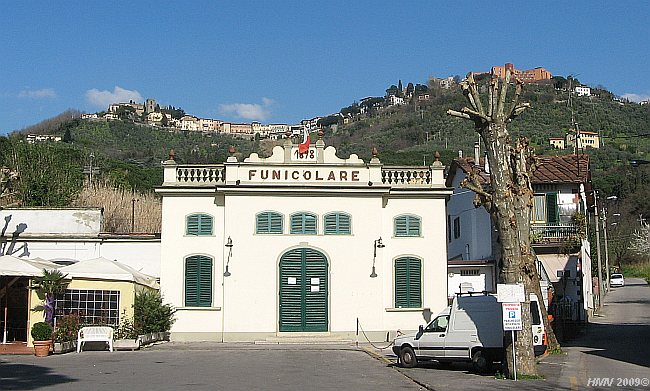
Talstation der Standseilbahn

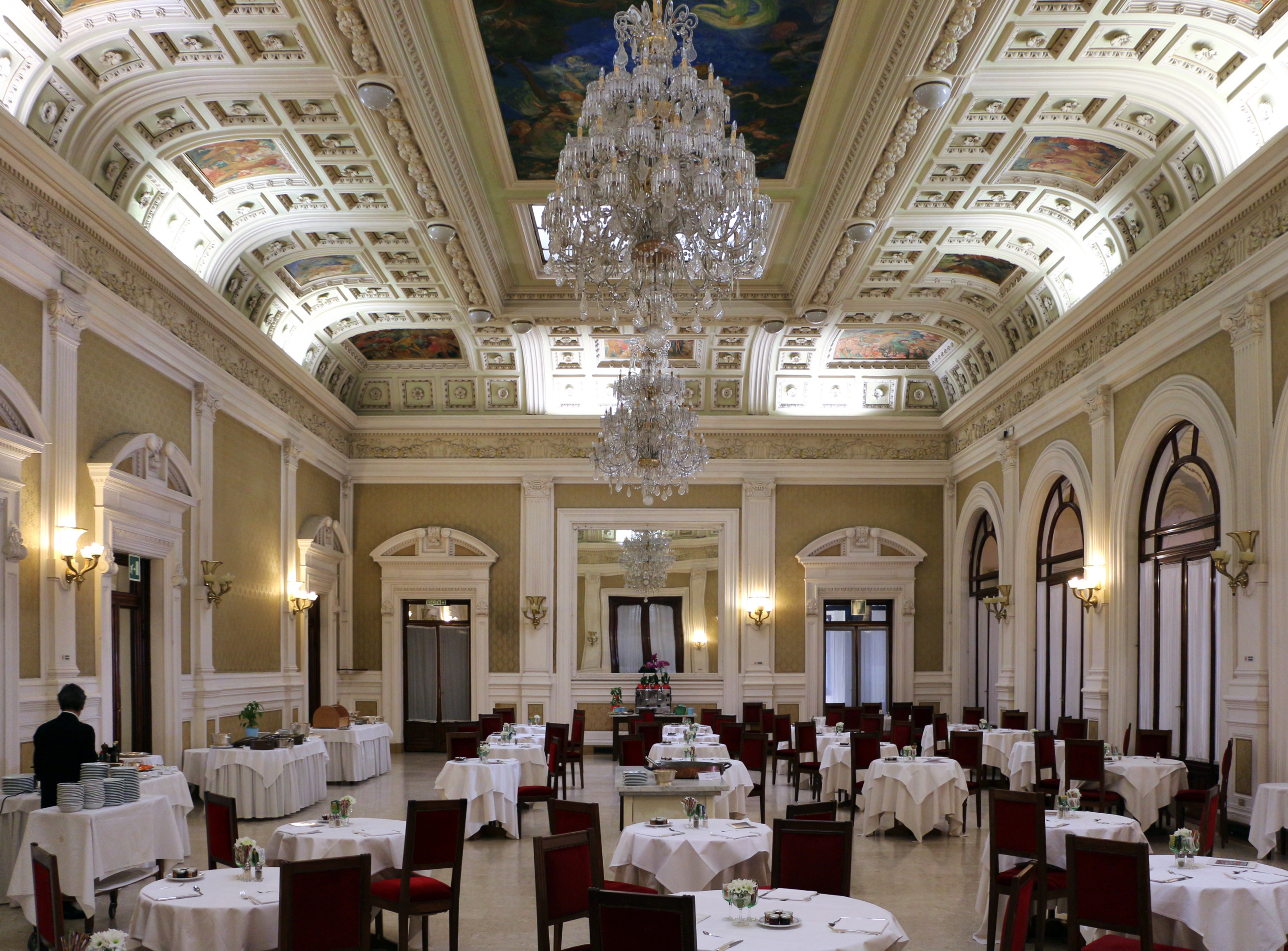
Im Grand Hotel & La Pace

## Verkehr
Am nordöstlichen Ende des Kurparks von Montecatini Terme liegt die Talstation der Standseilbahn, die hinauf zum ursprünglichen Ort Montecatini Alto fährt. Vom Autobusbahnhof fährt auch ein lokaler Kleinbus im Stundentakt das Bergdorf an.

## Söhne- und Töchter der Stadt
- Loretta di Lelio (1918–2013), Opernsängerin
- Gino Fondi (1920–1987), Radrennfahrer
- Mario Tullio Montano (1944–2017), Säbelfechter
- Rino Mastronardi (* 1969), Autorennfahrer

## Ältere Literatur
- Alessandro Bicchierai: Dei Bagni die Montecatino. Trattato Alessandro Bicchierai Fiorentino. Florenz 1788.
- G. Palamidessi: I Bagni di Montecatini. Piccola storia antica e moderna. Pescia 1929.
- G. Palamidessi: Montecatini e le sue acque nella storia. Montecatini 1932.

## Dokumentarfilme
- Montecatini – Die heilenden Quellen der Toskana. (= Kur Royal. Folge 3). 43 Min., Buch und Regie: Nina Koshofer, Produktion: Tag/Traum, ZDF, Arte. Deutschland 2012.[7]